# Ллин (полуостров)

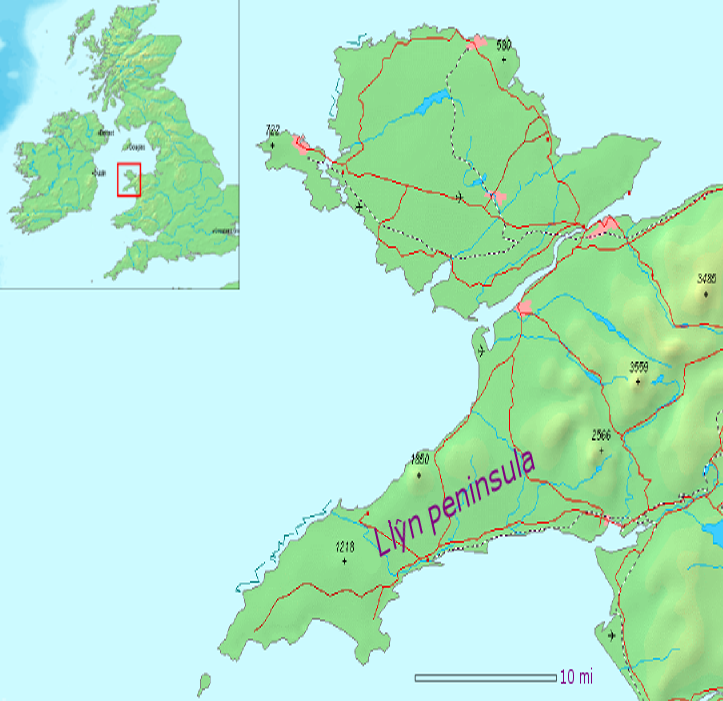
Полуостров Ллин на карте северного Уэльса

Ллин (валл. Penrhyn Llŷn) — полуостров в северо-западном Уэльсе. Омывается Ирландским морем. Принадлежит округу Гуинет. Площадь полуострова составляет около 400 км², население — около 20 000 человек.
В прежние времена полуостров посещался паломниками, шедшими к острову Бэрдси. Удалённость от городской жизни делает Ллин популярным местом для туристов. В 1970—90-х годах националистическая группа Сыны Глиндура взяла на себя ответственность за несколько поджогов домов отдыха на полуострове.
На полуострове Ллин находится Место особой природной красоты площадью 155 км².

## История
После смерти Оуайна Белозубого, короля Гвинеда, его сын Сен-Эйнион отделил королевство Ллин от владений своего брата Кинласа. Ему также приписывают строительство монастыря на острове Бардси, который стал главным центром паломничества в Средние века. На территории полуострова находят множество источников. Многие из них были важными остановками для паломников, направляющихся на остров.
Город Пуллхели был административным центром Ллина около 700 лет. Первоначально это было владение (maerdref) королевства Гвинед, и стало свободным районом после английского завоевания. В 18 и 19 веках здесь были построены более 400 кораблей.

## География
На полуострове Ллин преобладают многочисленные вулканические холмы и горы. Крупнейшими из них являются Ир-Эйфл, Гарн-Бодуан, Гарн-Фадрун и Минит-Риу. Большие участки северного побережья состоят из крутых обрывов и прибрежных островов. На южном побережье есть песчаные пляжи. В ландшафте преобладают поля, огороженные живыми изгородями.